# Kumakwane
Kumakwane est une ville du Botswana.